# Heliconius divisus
Heliconius divisus är en fjärilsart som beskrevs av Otto Staudinger 1896. Heliconius divisus ingår i släktet Heliconius och familjen praktfjärilar. Inga underarter finns listade i Catalogue of Life.